# Altavilla Vicentina
Altavilla Vicentina és un municipi italià de 12.849 habitants de la província de Vicenza (regió del Vèneto).